# Llaveia championi
Llaveia championi är en insektsart som först beskrevs av Cockerell 1902.  Llaveia championi ingår i släktet Llaveia och familjen pärlsköldlöss.
Artens utbredningsområde är Panama. Inga underarter finns listade i Catalogue of Life.